# Orliaguet
Orliaguet [ɔʁljaɡɛ] est une ancienne commune française située dans le département de la Dordogne, en région Nouvelle-Aquitaine.
Depuis le 1er janvier 2022, elle est une commune déléguée de la commune nouvelle de Pechs-de-l'Espérance.

## Géographie

### Généralités

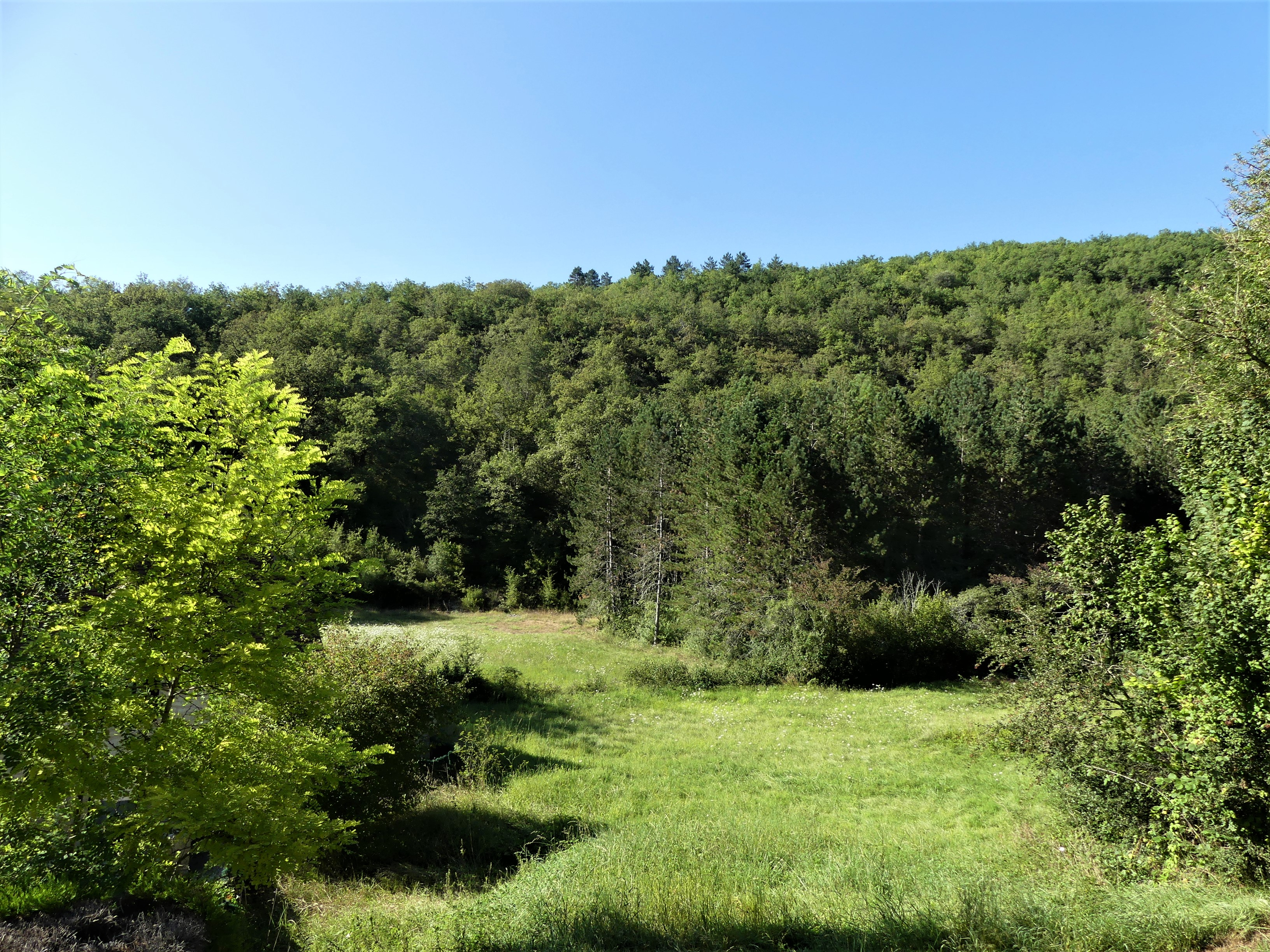
Vue vers l'ouest depuis la mairie.

En Périgord noir, dans le quart sud-est département de la Dordogne, la commune d'Orliaguet s'étend dans un secteur forestier sur 9,23 km2. Elle est arrosée par la Borgne, un petit affluent de la Dordogne.
L'altitude minimale, 100 mètres, se trouve localisée à l'extrême sud-ouest, là où la Borgne quitte la commune et entre sur celle de Carlux. L'altitude maximale avec 314 mètres est située à l'est, au sud du lieu-dit les Terrassous. Sur le plan géologique, le sol se compose de calcaires du Mésozoïque sur la quasi-totalité du territoire, hormis des alluvions holocènes en vallées de la Borgne et de ses affluents.
Arrosé par la Borgne et traversé par la route départementale (RD) 61b, le bourg d'Orliaguet est situé, en distances orthodromiques, neuf kilomètres à l'ouest-nord-ouest du centre-ville de Souillac et douze kilomètres à l'est-nord-est de celui de Sarlat-la-Canéda.
Entre Carlux et Souillac, le sud du territoire communal est parcouru sur environ trois kilomètres par le sentier de grande randonnée GR 6 dont une partie sert de limite avec les communes de Carlux et Peyrillac-et-Millac.

### Communes limitrophes

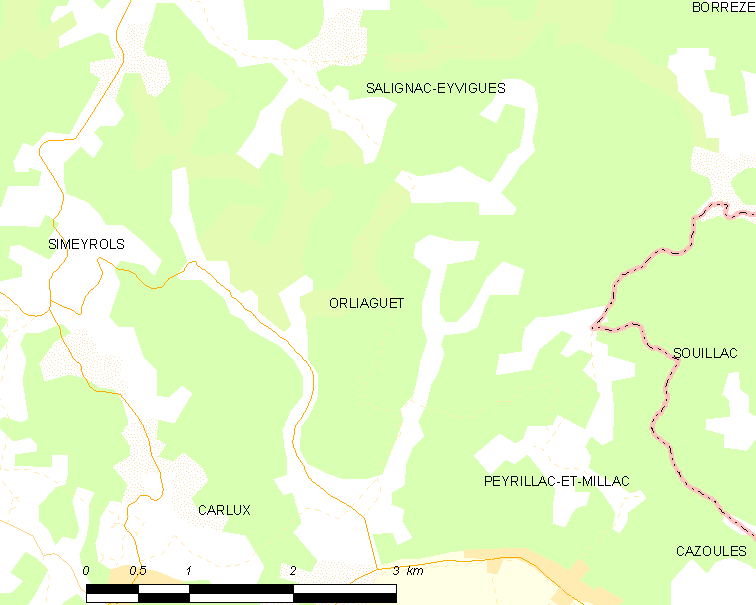
Carte d'Orliaguet et des communes avoisinantes.

En 2021, avant la création de la commune nouvelle de Pechs-de-l'Espérance, Orliaguet était limitrophe de quatre autres communes. À l'est, son territoire étaitt distant de trente mètres de celui de Souillac, dans le département du Lot.
|           | Salignac-Eyvigues |                     |
| Simeyrols | Orliaguet         |                     |
| Carlux    |                   | Peyrillac-et-Millac |

### Climat
Le climat qui caractérise la commune est qualifié, en 2010, de « climat océanique altéré », selon la typologie des climats de la France qui compte alors huit grands types de climats en métropole. En 2020, la commune ressort du même type de climat dans la classification établie par Météo-France, qui ne compte désormais, en première approche, que cinq grands types de climats en métropole. Il s’agit d’une zone de transition entre le climat océanique, le climat de montagne et le climat semi-continental. Les écarts de température entre hiver et été augmentent avec l'éloignement de la mer. La pluviométrie est plus faible qu'en bord de mer, sauf aux abords des reliefs.
Les paramètres climatiques qui ont permis d’établir la typologie de 2010 comportent six variables pour les températures et huit pour les précipitations, dont les valeurs correspondent à la normale 1971-2000. Les sept principales variables caractérisant la commune sont présentées dans l'encadré ci-après.
| Paramètres climatiques communaux sur la période 1971-2000 - Moyenne annuelle de température : 12,7 °C - Nombre de jours avec une température inférieure à −5 °C : 3,3 j - Nombre de jours avec une température supérieure à 30 °C : 9,1 j - Amplitude thermique annuelle : 15,5 °C - Cumuls annuels de précipitation : 930 mm - Nombre de jours de précipitation en janvier : 11,6 j - Nombre de jours de précipitation en juillet : 7,1 j |

Avec le changement climatique, ces variables ont évolué. Une étude réalisée en 2014 par la Direction générale de l'Énergie et du Climat complétée par des études régionales prévoit en effet que la  température moyenne devrait croître et la pluviométrie moyenne baisser, avec toutefois de fortes variations régionales. Ces changements peuvent être constatés sur la station météorologique de Météo-France la plus proche, « Prats de Carlux », sur la commune de Prats-de-Carlux, mise en service en 1984 et qui se trouve à 4 km à vol d'oiseau,, où la température moyenne annuelle est de 12,4 °C et la hauteur de précipitations de 908,3 mm pour la période 1981-2010.
Sur la station météorologique historique la plus proche, « Gourdon », sur la commune de Gourdon, dans le département du Lot, mise en service en 1961 et à 19 km, la température moyenne annuelle évolue de 12,4 °C pour la période 1971-2000, à 12,7 °C pour 1981-2010, puis à 13,1 °C pour 1991-2020.

### Milieux naturels et biodiversité

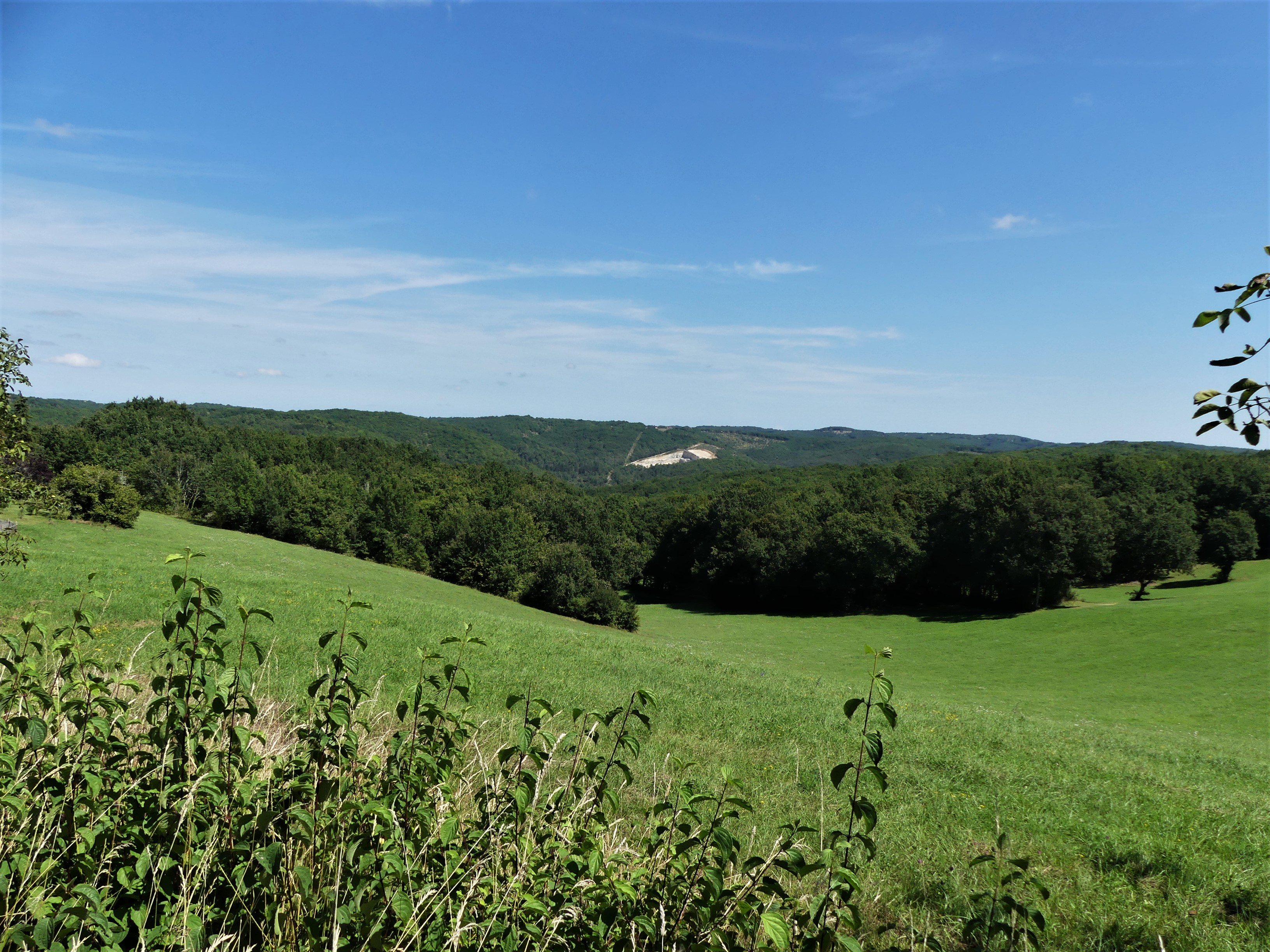
Vue sur la carrière et les bois autour d'Orliaguet, depuis Simeyrols.

#### Natura 2000
La zone Coteaux calcaires de la vallée de la Dordogne, qui s'étend au total sur 3 686 hectares et est partagée avec vingt-quatre autres communes, fait partie du réseau Natura 2000,. Deux espèces de chauves-souris inscrites à l'annexe II de la directive 92/43/CEE de l'Union européenne y ont été répertoriées : le Grand rhinolophe (Rhinolophus ferrumequinum) et le Petit rhinolophe (Rhinolophus hipposideros).
Sur la commune, elle s'étend sur près de deux kilomètres carrés et se situe dans le sud-est, au sud du lieu-dit Malcepiot et à l'est de la route départementale 61b.

#### ZNIEFF
La totalité du territoire communal fait partie de la zone naturelle d'intérêt écologique, faunistique et floristique (ZNIEFF) de type II Secteur forestier de Borrèze qui s'étend sur treize communes (dix en Dordogne et trois dans le Lot),. Deux espèces déterminantes de plantes ont été recensées sur cette ZNIEFF : l'Euphorbe de Séguier (Euphorbia seguieriana) et la Leuzée conifère (Rhaponticum coniferum), ainsi que 87 autres espèces végétales.

## Urbanisme

### Typologie
Orliaguet est une commune rurale, car elle fait partie des communes peu ou très peu denses, au sens de la grille communale de densité de l'Insee,,,.
Par ailleurs la commune fait partie de l'aire d'attraction de Sarlat-la-Canéda, dont elle est une commune de la couronne. Cette aire, qui regroupe 47 communes, est catégorisée dans les aires de moins de 50 000 habitants,.

### Occupation des sols
L'occupation des sols de la commune, telle qu'elle ressort de la base de données européenne d’occupation biophysique des sols Corine Land Cover (CLC), est marquée par l'importance des forêts et milieux semi-naturels (78,7 % en 2018), une proportion identique à celle de 1990 (78,7 %). La répartition détaillée en 2018 est la suivante : 
forêts (63,5 %), milieux à végétation arbustive et/ou herbacée (15,2 %), zones agricoles hétérogènes (12,1 %), prairies (9,2 %). L'évolution de l’occupation des sols de la commune et de ses infrastructures peut être observée sur les différentes représentations cartographiques du territoire : la carte de Cassini (XVIIIe siècle), la carte d'état-major (1820-1866) et les cartes ou photos aériennes de l'IGN pour la période actuelle (1950 à aujourd'hui).

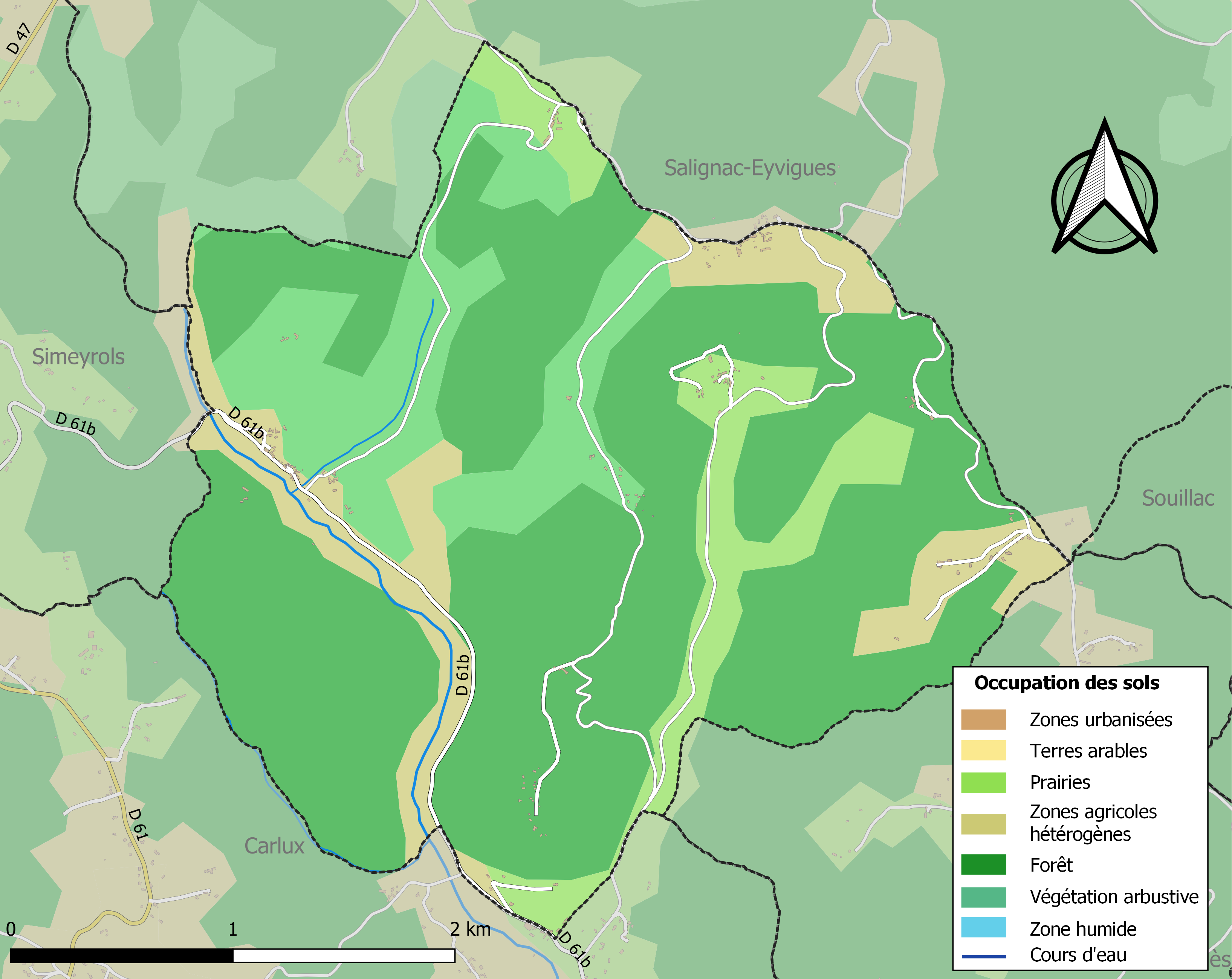
Carte des infrastructures et de l'occupation des sols de la commune en 2018 (CLC).

### Villages, hameaux et lieux-dits
Outre le bourg d'Orliaguet proprement dit, le territoire se compose d'autres villages ou hameaux, ainsi que de lieux-dits :
- la Bénéchie
- Bonnat
- le Bouley
- Calpranouses
- Castang
- Favanède
- Galinat
- Grotte du Pech Blanc
- Ingeas
- Lacaze
- Lafavouillade
- Lastournerie
- Malcepiot
- Pech de Bézigot
- Pech Rome
- le Roucal
- les Terrassous
- les Tourins
- la Tuilerie
- les Vignasses
- Vigne Vieille.

### Prévention des risques
Le territoire de la commune d'Orliaguet est vulnérable à différents aléas naturels : météorologiques (tempête, orage, neige, grand froid, canicule ou sécheresse), feux de forêts et séisme (sismicité très faible). Il est également exposé à un risque technologique, la rupture d'un barrage. Un site publié par le BRGM permet d'évaluer simplement et rapidement les risques d'un bien localisé soit par son adresse soit par le numéro de sa parcelle.

#### Risques naturels
Orliaguet est exposée au risque de feu de forêt. L’arrêté préfectoral du 14 mars 2013 fixe les conditions de pratique des incinérations et de brûlage dans un objectif de réduire le risque de départs d’incendie. À ce titre, des périodes sont déterminées : interdiction totale du 15 février au 15 mai et du 15 juin au 15 octobre, utilisation réglementée du 16 mai au 14 juin et du 16 octobre au 14 février. En septembre 2020, un plan inter-départemental de protection des forêts contre les incendies (PidPFCI) a été adopté pour la période 2019-2029,.
La commune a été reconnue en état de catastrophe naturelle au titre des dommages causés par les inondations et coulées de boue survenues en 1982, 1983 et 1999 et par des mouvements de terrain en 1999.

#### Risque technologique
La commune est en outre située en aval du barrage de Bort-les-Orgues, un ouvrage de classe A situé dans le département de la Corrèze et faisant l'objet d'un PPI depuis 2009. À ce titre elle est susceptible d’être touchée par l’onde de submersion consécutive à la rupture de cet ouvrage.

## Toponymie
La première mention écrite connue du lieu date de l'an 1328 sous la forme Aurlhaguetum, suivie en 1346 d'Orlhaguetum,. Ce nom qui signifie « Le Petit Orliac », dérive du nom d’un autre lieu du Périgord, Orliac, sans que le lien entre les deux ait été découvert. Orliac correspond au domaine d'Orillius, du nom d'un personnage gallo-roman auquel a été ajouté le suffixe -acum indiquant la propriété.
En occitan, la commune porte le nom d'Orlhaguet.

## Histoire
Le territoire communal a révélé en plusieurs endroits des traces d'occupation préhistorique.
L'église de style roman a été édifiée au XIIe siècle. Au Moyen Âge, la paroisse dépendait du diocèse de Cahors, ainsi que de la châtellenie de Carlux qui relevait elle-même de la vicomté de Turenne.
Lors des guerres de Religion, l'église a été brûlée et dévastée par les protestants en 1567, 1587 et 1593.
En 2021, la création d'une commune nouvelle, « Pechs-de-l'Espérance », est envisagée en association avec Cazoulès et Peyrillac-et-Millac.

## Politique et administration

### Rattachements administratifs et électoraux
Dès 1790, la commune d'Orliaguet est rattachée au canton de Salagnac qui dépend du district de Sarlat jusqu'en 1795, date de suppression des districts. En 1801, la commune est rattachée au canton de Carlux qui dépend de l'arrondissement de Sarlat (devenu l'arrondissement de Sarlat-la-Canéda en 1965).
Dans le cadre de la réforme de 2014 définie par le décret du 21 février 2014, ce canton disparaît aux élections départementales de mars 2015. La commune est alors rattachée au canton de Terrasson-Lavilledieu.

### Intercommunalité
Fin 2000, Orliaguet intègre dès sa création la communauté de communes du Carluxais. En novembre 2003, celle-ci prend l'appellation de communauté de communes du Carluxais Terre de Fénelon qui est dissoute au 31 décembre 2013 et remplacée au 1er janvier 2014 par la communauté de communes du Pays de Fénelon.

### Administration municipale
La population de la commune étant comprise entre 100 et 499 habitants au recensement de 2017, onze conseillers municipaux ont été élus en 2020,.

### Liste des maires puis des maires délégués

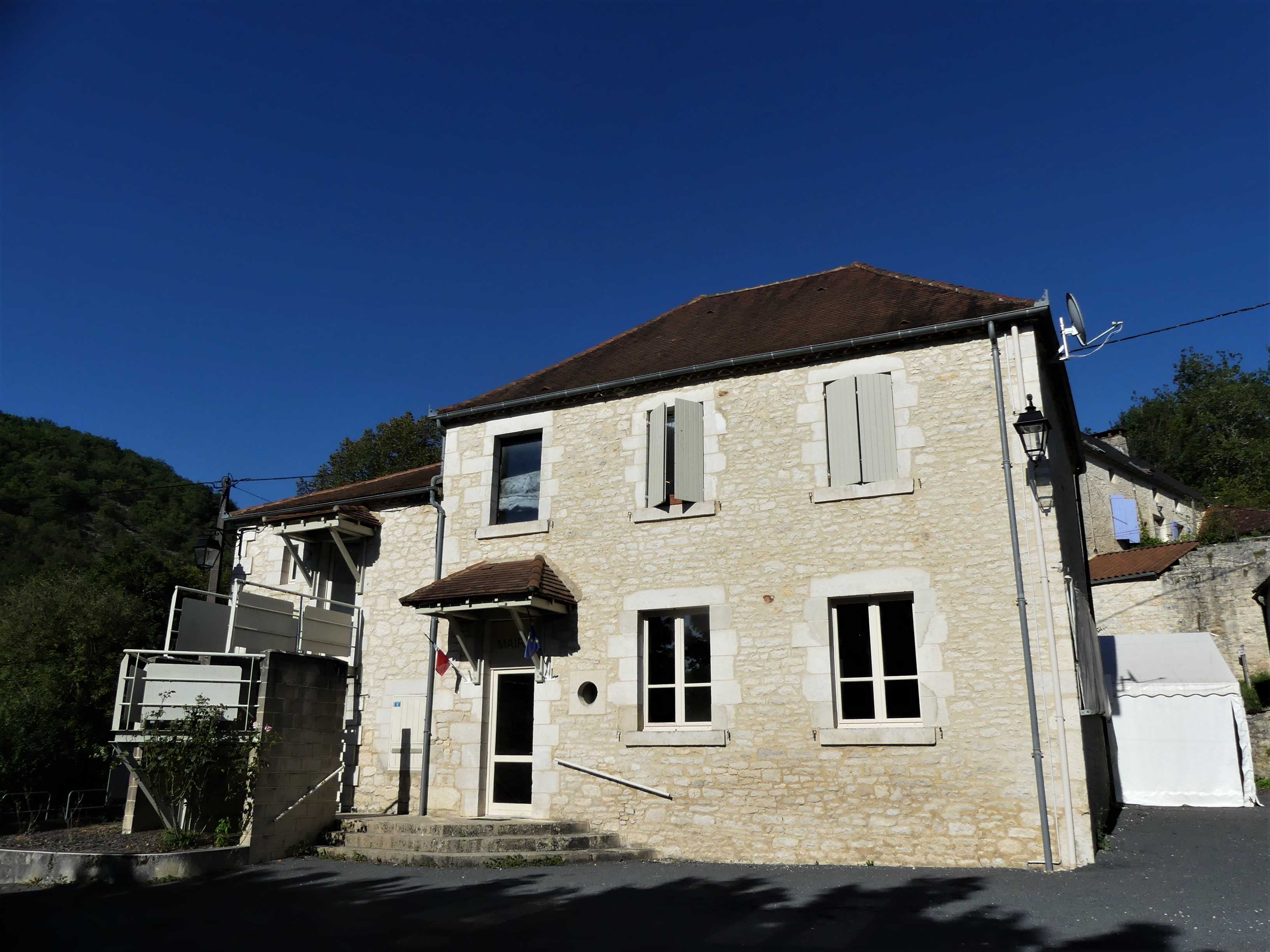
La mairie en 2021.

| Période                                  | Période       | Identité          | Étiquette | Qualité           |
| ---------------------------------------- | ------------- | ----------------- | --------- | ----------------- |
| Les données manquantes sont à compléter. |               |                   |           |                   |
|                                          |               |                   |           |                   |
| 1983                                     | mars 2008     | Fernand Lafon     |           | Agriculteur       |
| mars 2008                                | mai 2020      | Jean-Claude Deyre | SE        | Agent de maîtrise |
| mai 2020                                 | décembre 2021 | Patrick Prugnaud  |           |                   |

| Période                               | Période  | Identité         | Étiquette | Qualité                                            |
| ------------------------------------- | -------- | ---------------- | --------- | -------------------------------------------------- |
| janvier 2022 (réélu en décembre 2023) | En cours | Patrick Prugnaud |           | Maire de Pechs-de-l'Espérance depuis décembre 2023 |

### Juridictions
Dans le domaine judiciaire, Orliaguet relève : 
- du tribunal de proximité et du tribunal paritaire des baux ruraux de Sarlat-la-Canéda ;
- du tribunal judiciaire, du tribunal pour enfants, du conseil de prud'hommes et du tribunal de commerce de Bergerac ;
- de la cour d'appel de Bordeaux.

## Démographie
Les habitants d'Orliaguet se nomment les Orliaguais.
En 2021, dernière année en tant que commune indépendante, Orliaguet comptait 131 habitants. À partir du XXIe siècle, les recensements des communes de moins de 10 000 habitants ont lieu tous les cinq ans (2006, 2013, 2018 pour Orliaguet). Depuis 2006, les autres dates correspondent à des estimations légales.
Au 1er janvier 2022, la commune déléguée d'Orliaguet compte 131 habitants.
| 1793 | 1800 | 1806 | 1821 | 1831 | 1836 | 1841 | 1846 | 1851 |
| ---- | ---- | ---- | ---- | ---- | ---- | ---- | ---- | ---- |
| 314  | 281  | 267  | 271  | 293  | 285  | 287  | 280  | 282  |

| 1856 | 1861 | 1866 | 1872 | 1876 | 1881 | 1886 | 1891 | 1896 |
| ---- | ---- | ---- | ---- | ---- | ---- | ---- | ---- | ---- |
| 269  | 266  | 317  | 307  | 305  | 304  | 269  | 263  | 301  |

| 1901 | 1906 | 1911 | 1921 | 1926 | 1931 | 1936 | 1946 | 1954 |
| ---- | ---- | ---- | ---- | ---- | ---- | ---- | ---- | ---- |
| 259  | 201  | 179  | 156  | 155  | 141  | 131  | 105  | 97   |

| 1962 | 1968 | 1975 | 1982 | 1990 | 1999 | 2006 | 2008 | 2013 |
| ---- | ---- | ---- | ---- | ---- | ---- | ---- | ---- | ---- |
| 69   | 57   | 67   | 61   | 69   | 90   | 85   | 84   | 101  |

| 2018 | 2021 | - | - | - | - | - | - | - |
| ---- | ---- | - | - | - | - | - | - | - |
| 108  | 131  | - | - | - | - | - | - | - |

## Économie

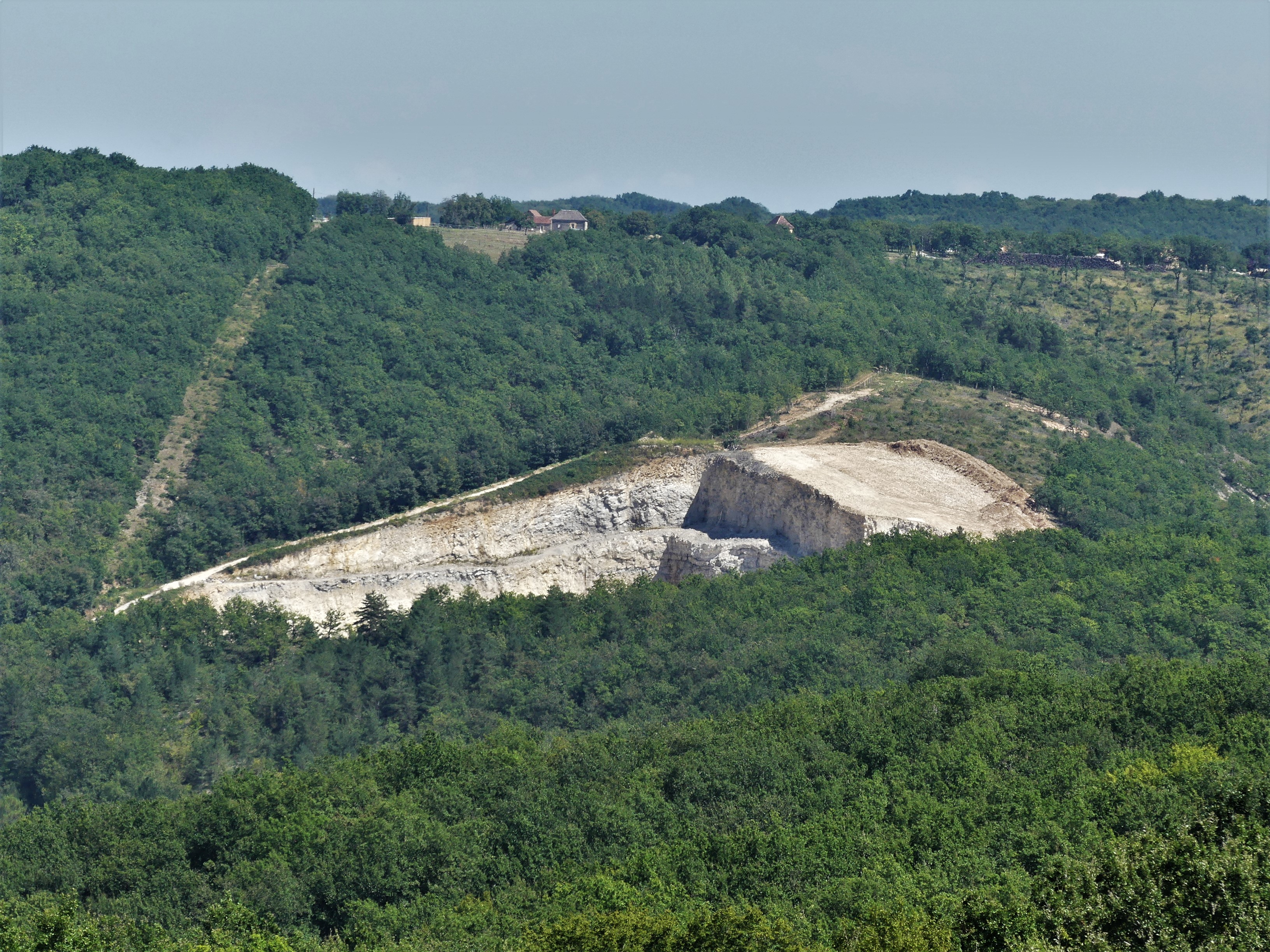
La carrière de calcaire de la Croix Basse - La Caze, vue depuis Simeyrols.

### Emploi
En 2018, parmi la population communale comprise entre 15 et 64 ans, les actifs représentent soixante-trois personnes, soit 58,3 % de la population municipale. Le nombre de chômeurs (neuf) a diminué par rapport à 2013 (onze) et le taux de chômage de cette population active s'établit à 14,3 %.

### Établissements
Au 31 décembre 2015, la commune comptait neuf établissements, dont quatre au niveau des commerces, transports ou services, deux dans l'agriculture, la sylviculture ou la pêche, deux dans l'industrie, et un relatif au secteur administratif.

## Culture locale et patrimoine

### Lieux et monuments
- Église Saint-Étienne[55], dont le retable du XVIIe siècle en bois est classé au titre des monuments historiques depuis 1951[56]. L'édifice recèle également une statue du XVIIIe siècle en bois polychrome représentant la Vierge à l'Enfant, inscrite au titre des monuments historiques depuis 1973[57].
- Grotte du Pech Blanc[58].
- Mégalithe du Néolithique correspondant à un ancien tumulus[59].
- Polissoir[60].

### Héraldique
| Blason de Orliaguet | Blason  | D'argent au lion de sable, couronné, allumé, armé et lampassé de gueules ; à l'orle de sinople. |
| Blason de Orliaguet | Détails | Le statut officiel du blason reste à déterminer.                                                |

## Galerie de photos

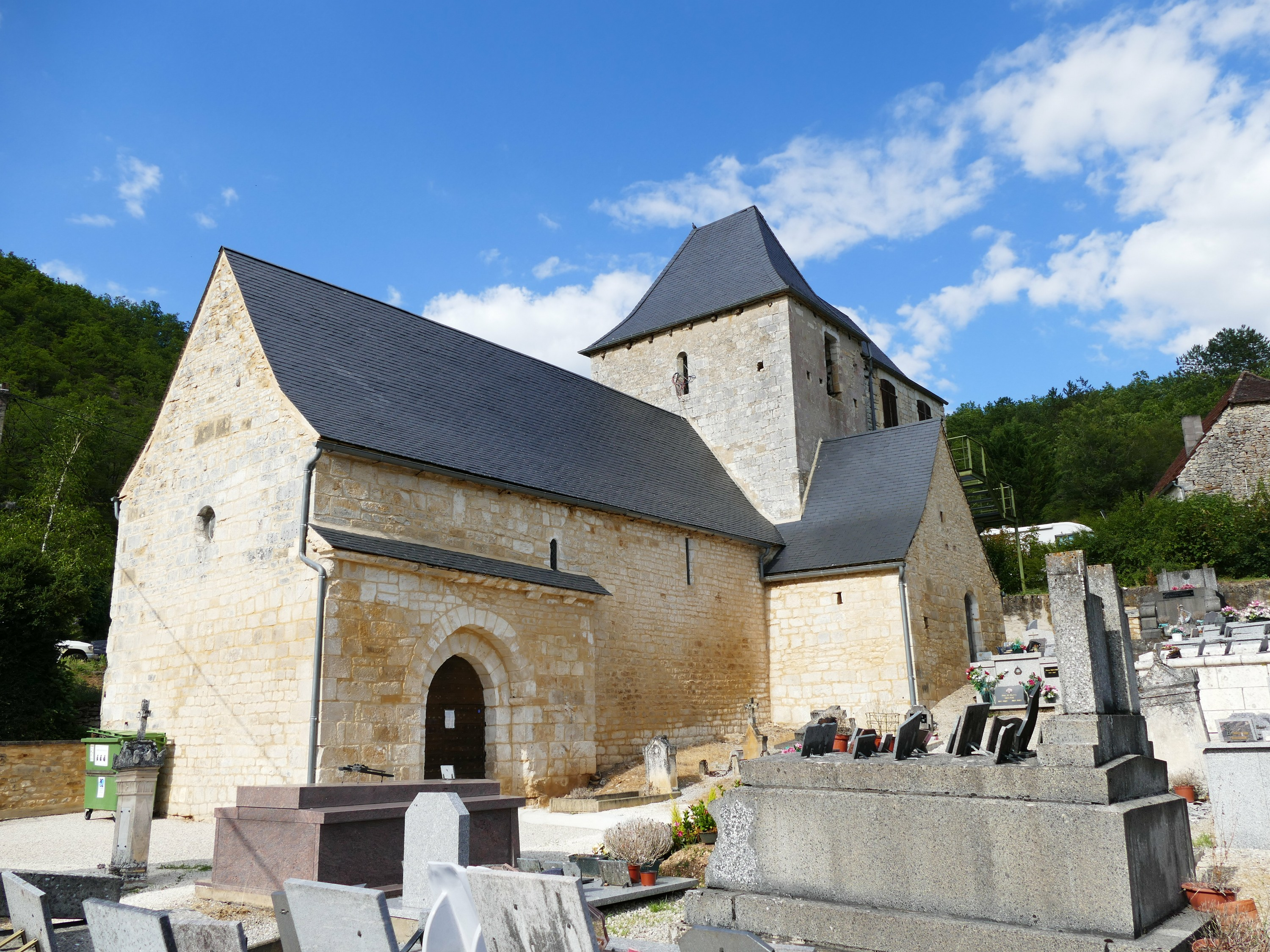
L'église vue du sud-ouest.
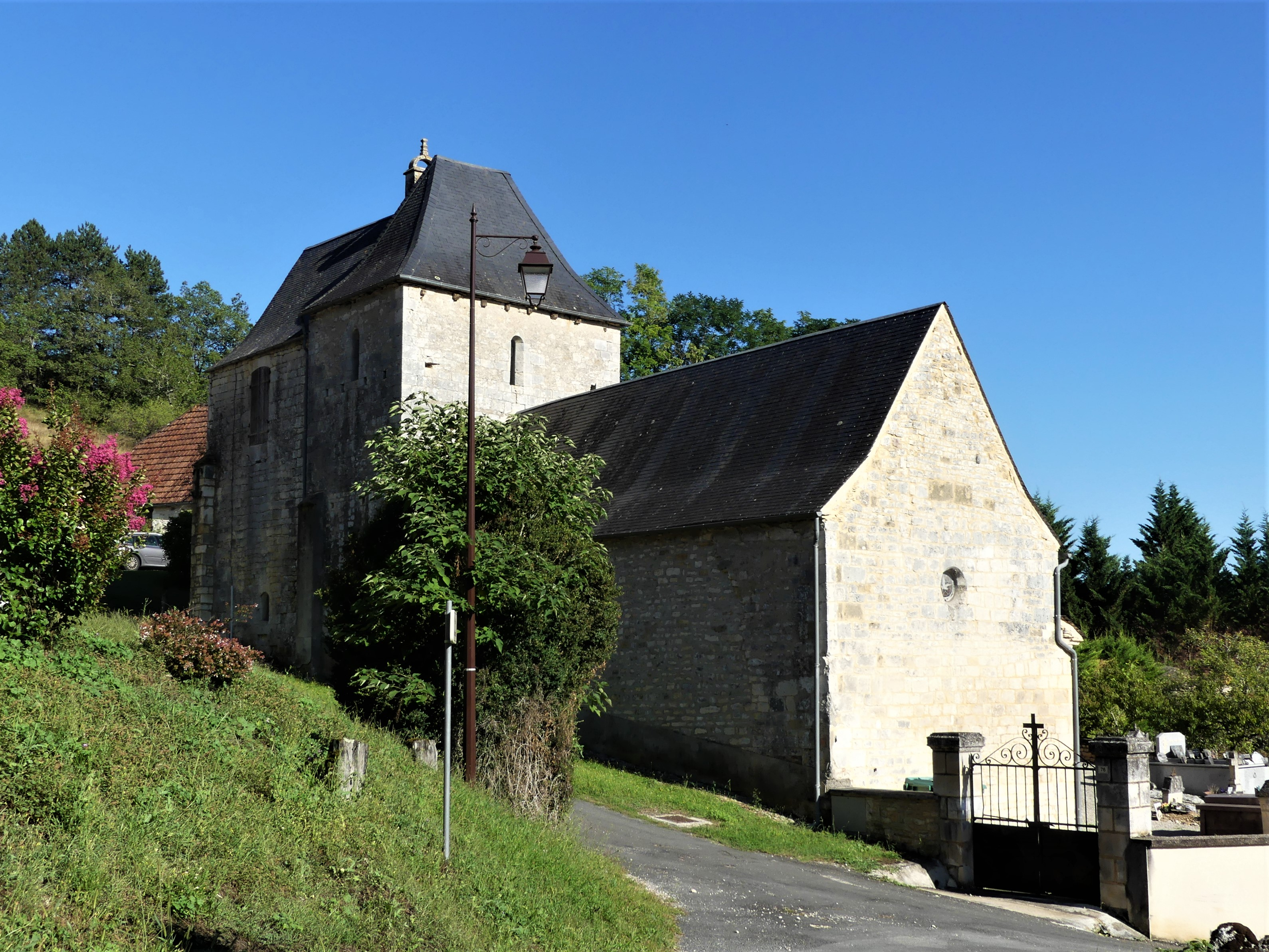
L'église vue du nord-ouest.
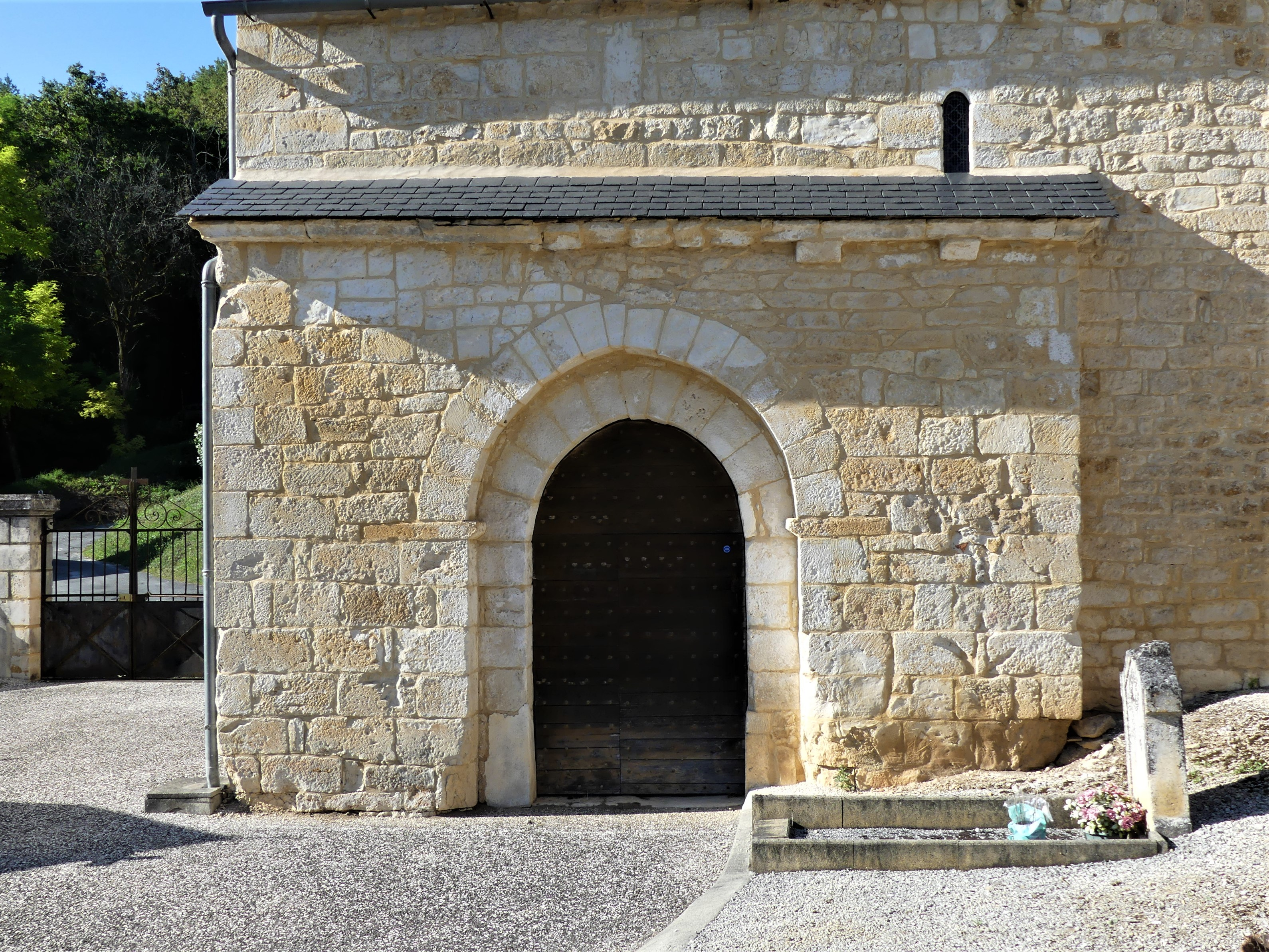
Son portail sud.
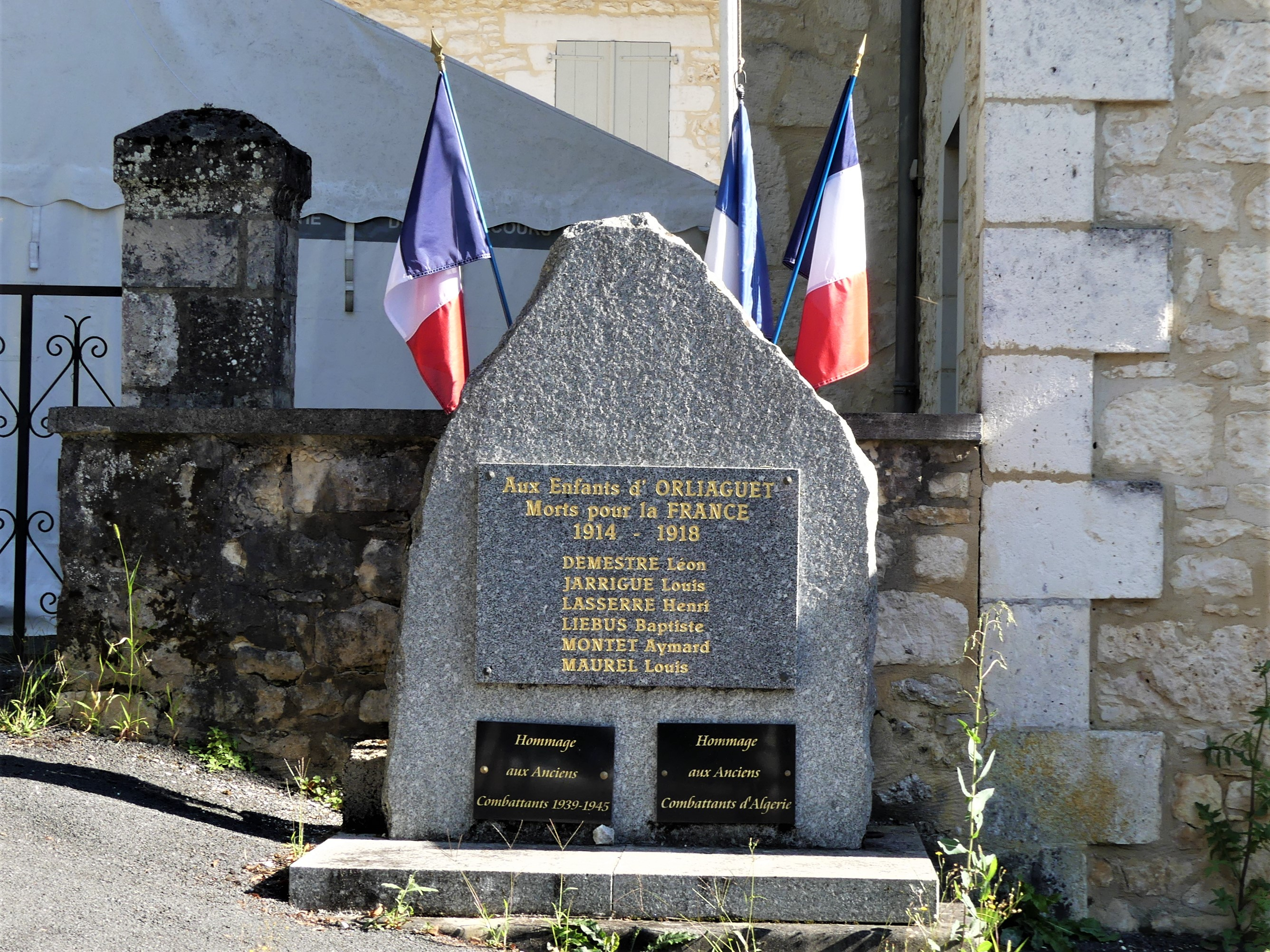
Le monument aux morts.